# Nordwest (Magdeburg)

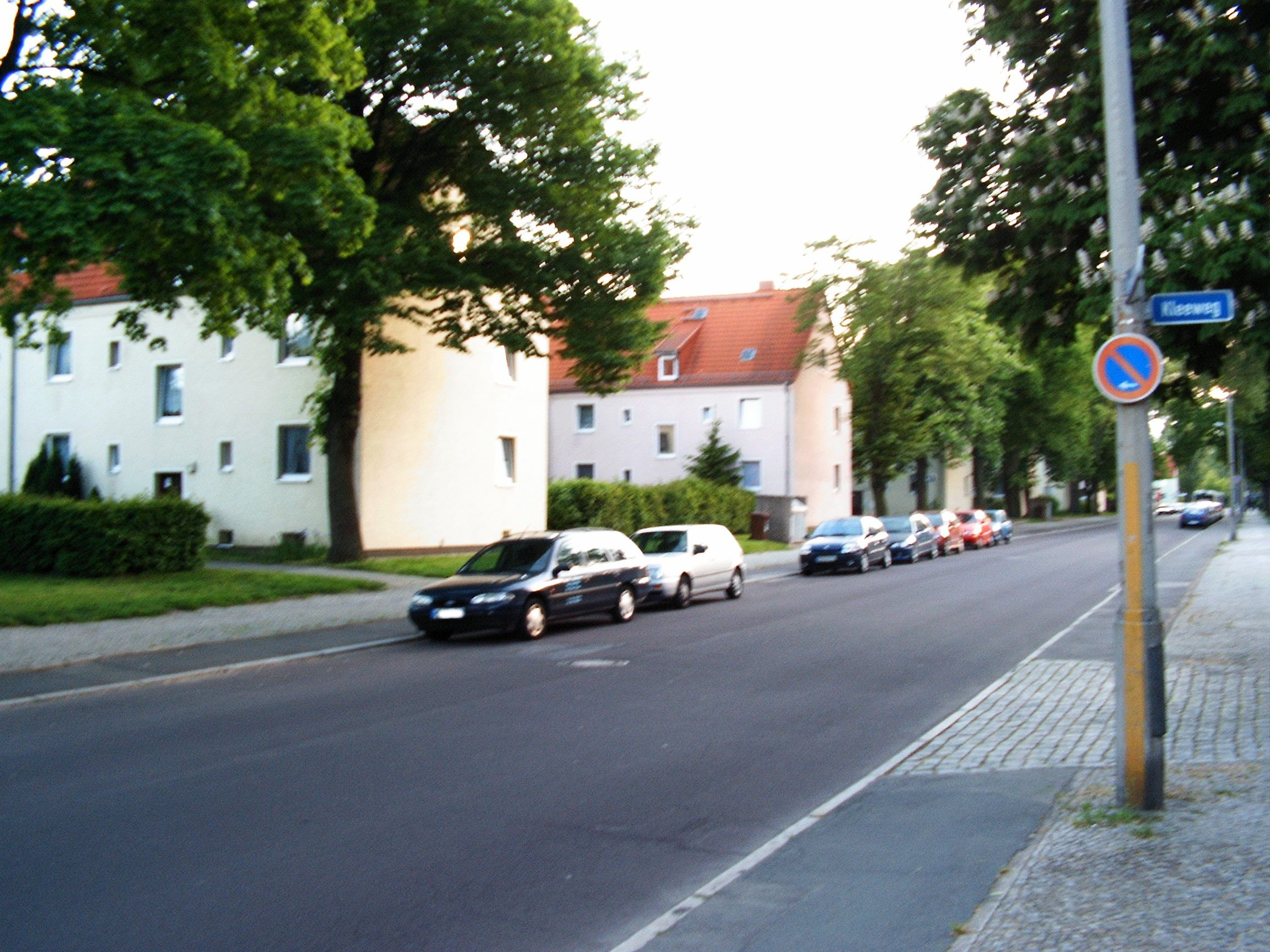
Junkerssiedlung

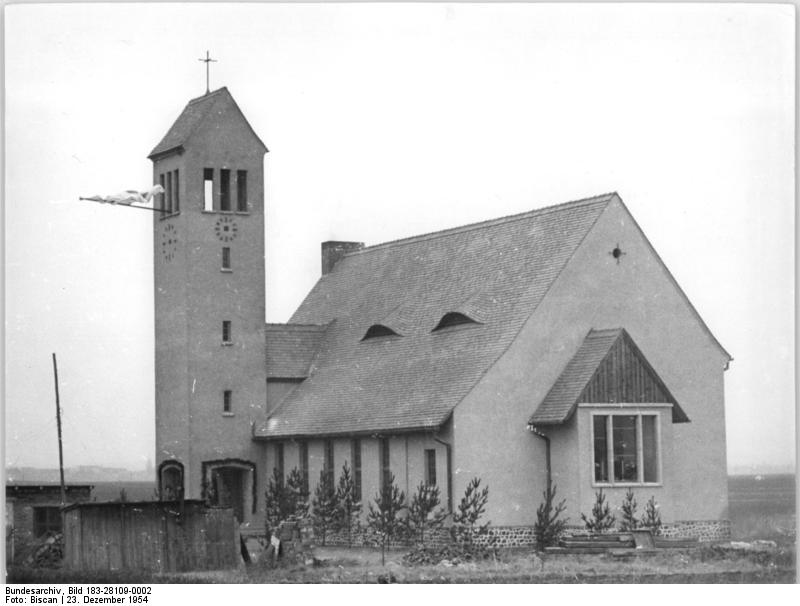
Kirchweihe 1952

Nordwest ist ein Stadtteil im Norden Magdeburgs. Auf einer Fläche von 2,729 km² leben 4.597 Einwohner (Stand 31. Dezember 2021). Umgangssprachlich wird für das Gebiet auch der Name Texas verwendet.

## Junkerssiedlung
Zum Stadtteil gehört auch die Junkerssiedlung. Die Junkers-Motorenwerke errichteten in den 1930er Jahren die Junkerssiedlung für ihre Arbeiter und Angestellten. Die Straßen wurden teilweise nach Mitarbeitern der Junkerswerke benannt. Um die Siedlung herum wurden 1621 Kleingartenparzellen auf 739.984 m² angelegt.

## Wie Nordwest zu dem Namen Texas kam
Ab 1943 wurden in und um Nordwest viele Flüchtlinge, Vertriebene und Kriegsopfer einquartiert. Die Bausubstanz in Nordwest war relativ intakt geblieben, nur drei britische Sprengbomben waren am 16. Januar 1945 niedergegangen, die zwar als größten Schaden im Kleeweg in einem Hausgarten einen ca. 10 m tiefen Bombentrichter gerissen, aber ansonsten nur eine Person verschüttet hatten. Es kam aufgrund der teilweise katastrophalen Versorgungslage zu Diebstählen in den Gärten, Hühner- und Kaninchenställen, die in zum Teil schweren körperlichen selbstjustizähnlichen Auseinandersetzungen endeten.
Die Bereitschaftspolizei war ständig im Einsatz. Aufgrund der zahlreichen Schlägereien und der Selbstjustiz sei es zugegangen wie in „Texas“.
Zu DDR-Zeiten war der Jugendclub Max Lademann über die Stadtteilgrenzen als DER SCHUPPEN bekannt und wohl mehr berüchtigt, weil er auch relativ häufig Anlaufstelle für die Volkspolizei war. Der „Schuppen“ wird heute von der Volkssolidarität als Seniorentreffpunkt genutzt.
Aus diesen Gründen wird man auch noch heute nach Nordwest gefahren, wenn man einem Magdeburger Taxifahrer das Fahrtziel Texas angibt.
Als die Grundschule geschlossen werden sollte, sahen sich die Behörden mit der Streitlust der hier ansässigen Texaner konfrontiert. Die Grundschule und Hort blieben in Nordwest. Im Oktober 2010 wurde die Grundschule bis auf die Sporthalle und den Schornstein komplett abgerissen. Der Neubau soll im Rahmen eines ÖPP-Projektes erfolgen.

## Entwicklung
Entgegen anderen Stadtteilen hat Texas seit 1993 einen Zuzug zu verzeichnen. Entscheidend hierfür dürfte der Bebauungsplan (nur ein- und auf bestimmten Flächen zweigeschossige Bauweise) und die idyllischen Grundstücke mit teilweise sehr altem Bewuchs und Baumbestand gewesen sein.
Auch die alte, nunmehr sanierte Bausubstanz weist sehr selten Leerstände auf. An den Stadtteilrändern wurden und werden neue Wohngebiete z. B. Am Bördegarten entwickelt und vermarktet. Die günstige Lage und die gute Erreichbarkeit sowie das akzeptable Handels- und Dienstleistungsangebot erhöhen die Attraktivität des Stadtteils. Auch die Nähe des mit modernster Intensivmedizin ausgestatteten Klinikum Magdeburg sowie des FLORA-Parks, eines der größten Einkaufscenter der Stadt, tragen hierzu bei.
Viele Texaner, die aus beruflichen oder privaten Gründen Nordwest verlassen mussten, sind wieder zurückgekehrt. Mehrere Generationen in der Nachbarschaft sind keine Seltenheit.
Ab 2006 wurden ca. 4000 m² Mietwohnungen in der Hugo-Junkers-Allee zu Eigentums-Reihenhäusern umgebaut. Der Mietwohnungsbestand wurde somit verknappt. Eine Tendenz, die sich fortsetzt.

## Die Siedler und Kleingärtner
Nordwest ist mit 1621 Kleingärten die Laubenhochburg Magdeburgs. Der Verband der Kleingärtner hat hier seinen Sitz. Die große Kleingartenanzahl ist historisch bedingt. Schon bei der Planung der Hugo-Junkers-Siedlung sollten die dort unterkommenden, in der damaligen Zeit oft sehr kinderreichen Familien, die Gelegenheit haben, ihren Speiseplan durch frisches Gemüse, Obst und Hühner- und Kaninchenfleisch preisgünstig zu ergänzen.
In der Siedlergaststätte, von den Texanern DIE KISTE genannt, trifft sich der Vorstand der Siedlergemeinschaft ein Mal im Monat. Auch die regelmäßigen Siedlervergnügen finden dort statt.

## Wirtschaft
Reines Wohngebiet mit Kleingewerbetreibenden und Kleingärten, fünf Arztpraxen, zwei Physiotherapeuten, einem Supermarkt, einer Apotheke, einer Eisdiele, einem Blumenladen und diversen anderen Dienstleistern. Einige der Geschäfte führen auch Texas im Firmennamen.
Der Nahverkehr erschließt Nordwest mit den Buslinien 52 und 72. Ansonsten ist Nordwest bis auf den Holzweg und die Hugo-Junkers-Allee Tempo-30-Zone oder verkehrsberuhigter Bereich.
Bis 2005 existierten in Texas in der Juliusstraße sowohl ein katholischer als auch ein evangelischer Kindergarten im selben Gebäude. Nach knapp 50 Jahren wurden sie zum ökumenischen Kindergarten fusioniert.

## Elbkinder-Chor der Grundschule Nordwest
Der Chor der Grundschule Nordwest arbeitet mit Rolf Zuckowski zusammen. Konzertreisen und Auftritte, auch mit Rolf Zuckowski, vor großen Auditorien von 5000 bis 8000 Zuschauern gehören zum Programm. Der Chor besteht momentan aus 32 Mädchen und einem Jungen. Der Magdeburger Handballclub SCM Gladiators, der gerade in Texas Fans hat, engagierte für die Abschlussveranstaltung der Sommersaison 2005 in der Bördelandhalle ebenfalls den Schulchor. Der Chor konnte sich bei der Bewerbung gegen alle anderen Bewerber durchsetzen.

## Kirchengemeinden
Die katholische Holzkirche wurde Anfang der 1990er Jahre wegen starker Baufälligkeit abgerissen, das Grundstück parzelliert und mit Doppelhäusern bebaut. Die Gemeinde hat in Neu Olvenstedt in der St.-Josef-Gemeinde mit der Kirche St. Josef ein neues Gotteshaus erhalten.
Die evangelische Gemeinde, Kreuzkirche (Magdeburg), in der Flachsbreite 17 verfügt in der Nähe des Bördegartens über eine Kirche und hat den Vorsitz im Förderverein des ökumenischen Kindergartens.

## Bauwerke
Das auf dem Gebiet des Stadtteils befindliche Fort VI der Festung Magdeburg ist im örtlichen Denkmalverzeichnis aufgeführt.

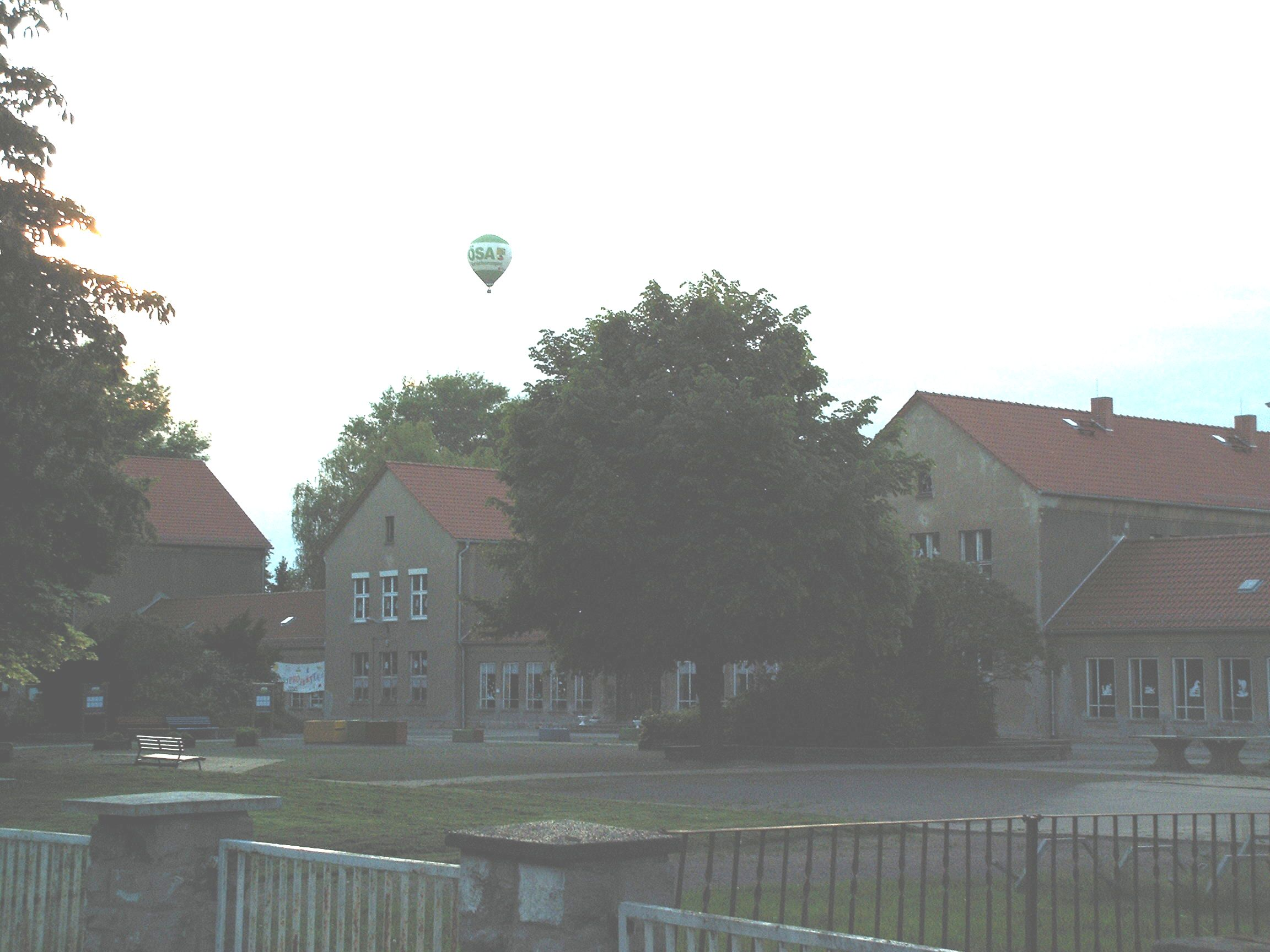
Grundschule Nordwest, ehemals Polytechnische Oberschule Heinrich Germer
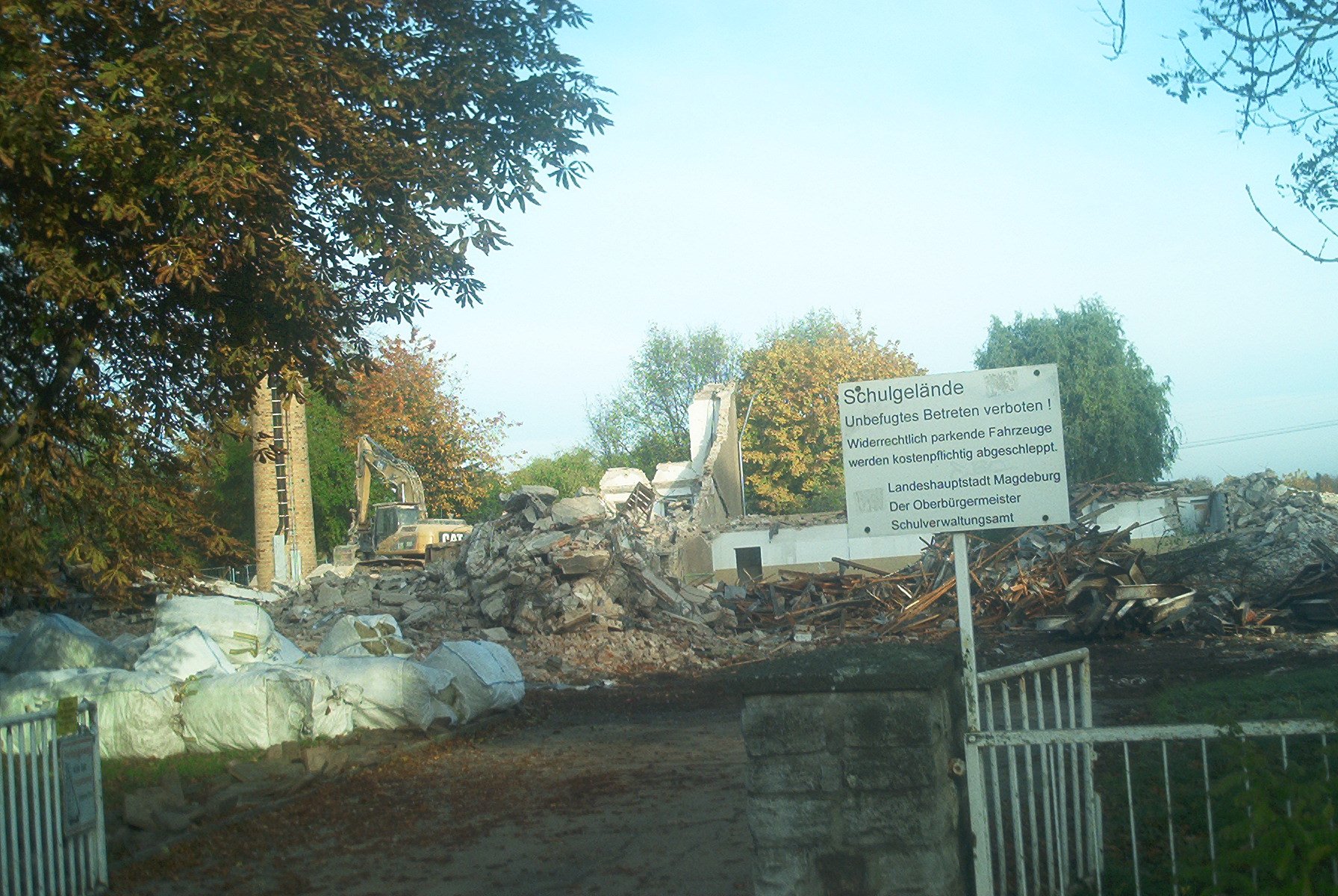
Abriss der Grundschule im Oktober 2010
Planskizze des Schulneubaus 2010
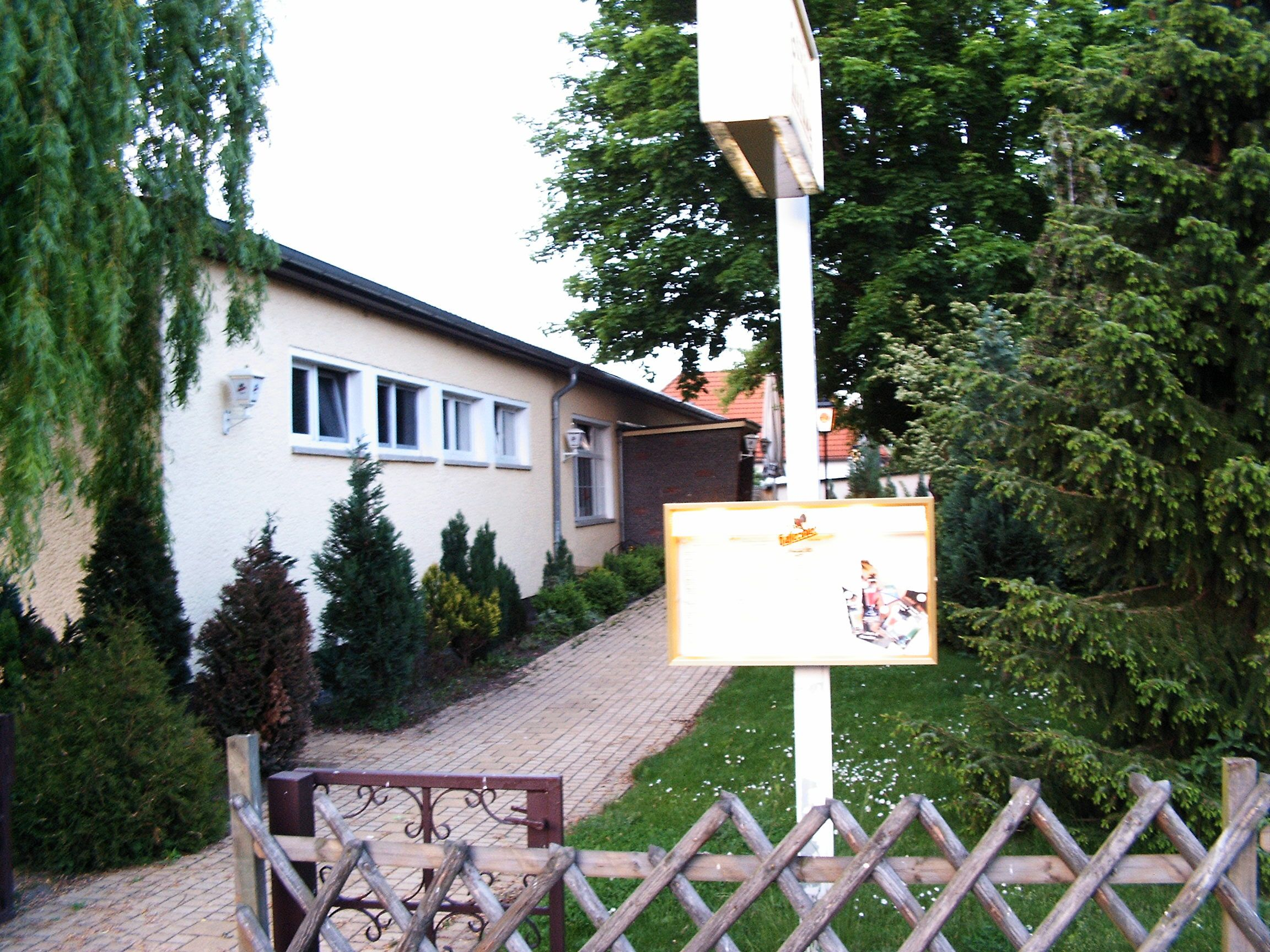
Die Siedlergaststätte NORDWEST - DIE KISTE
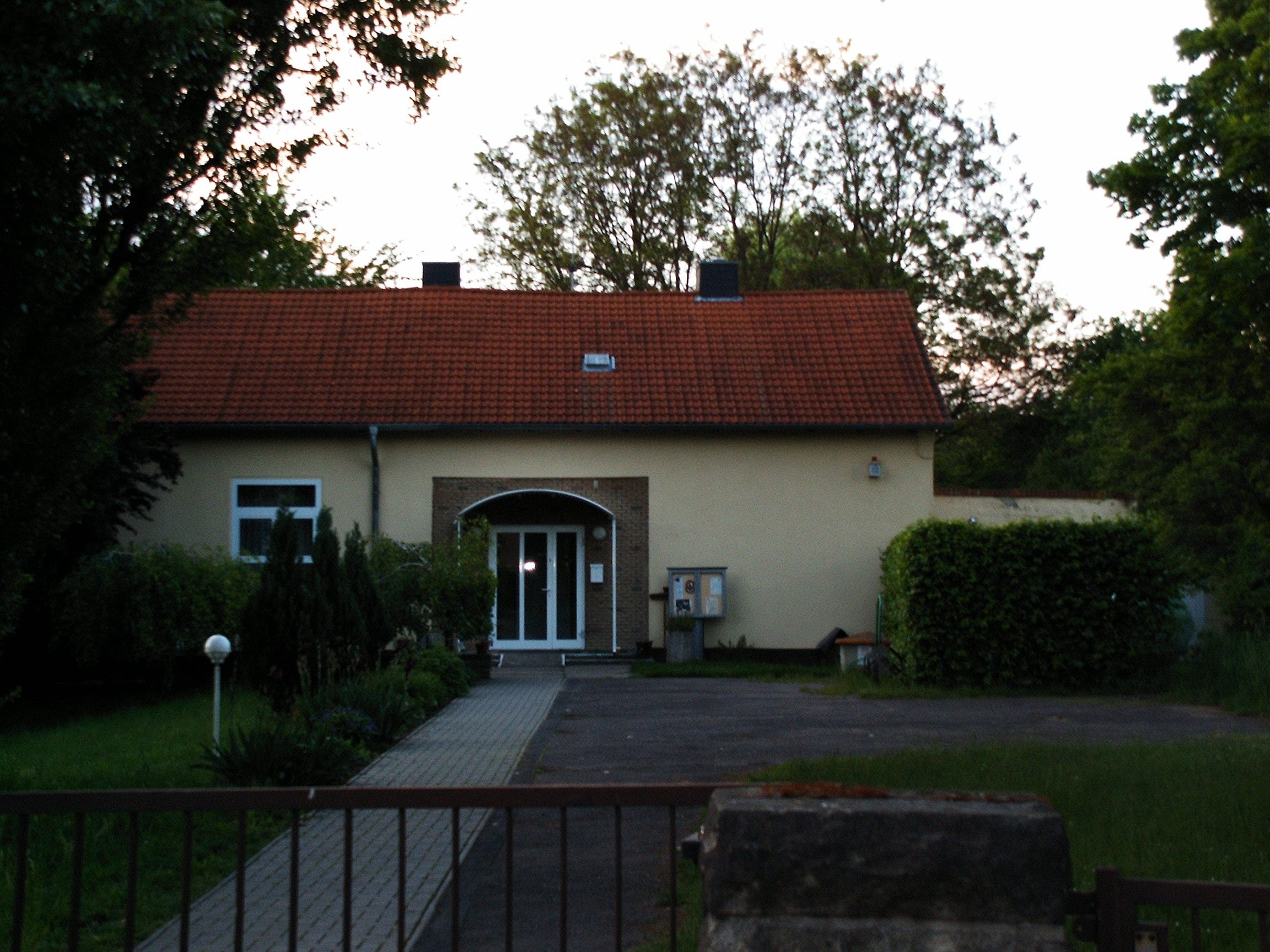
ehemal. DDR-Jugendclub „Max Lademann“- DER SCHUPPEN
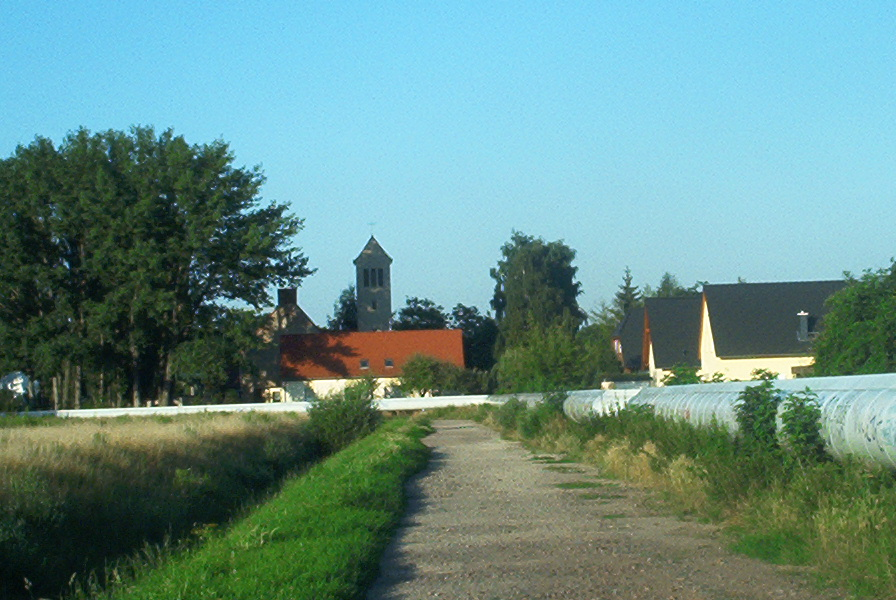
Evangelische Kirche in MD-Nordwest
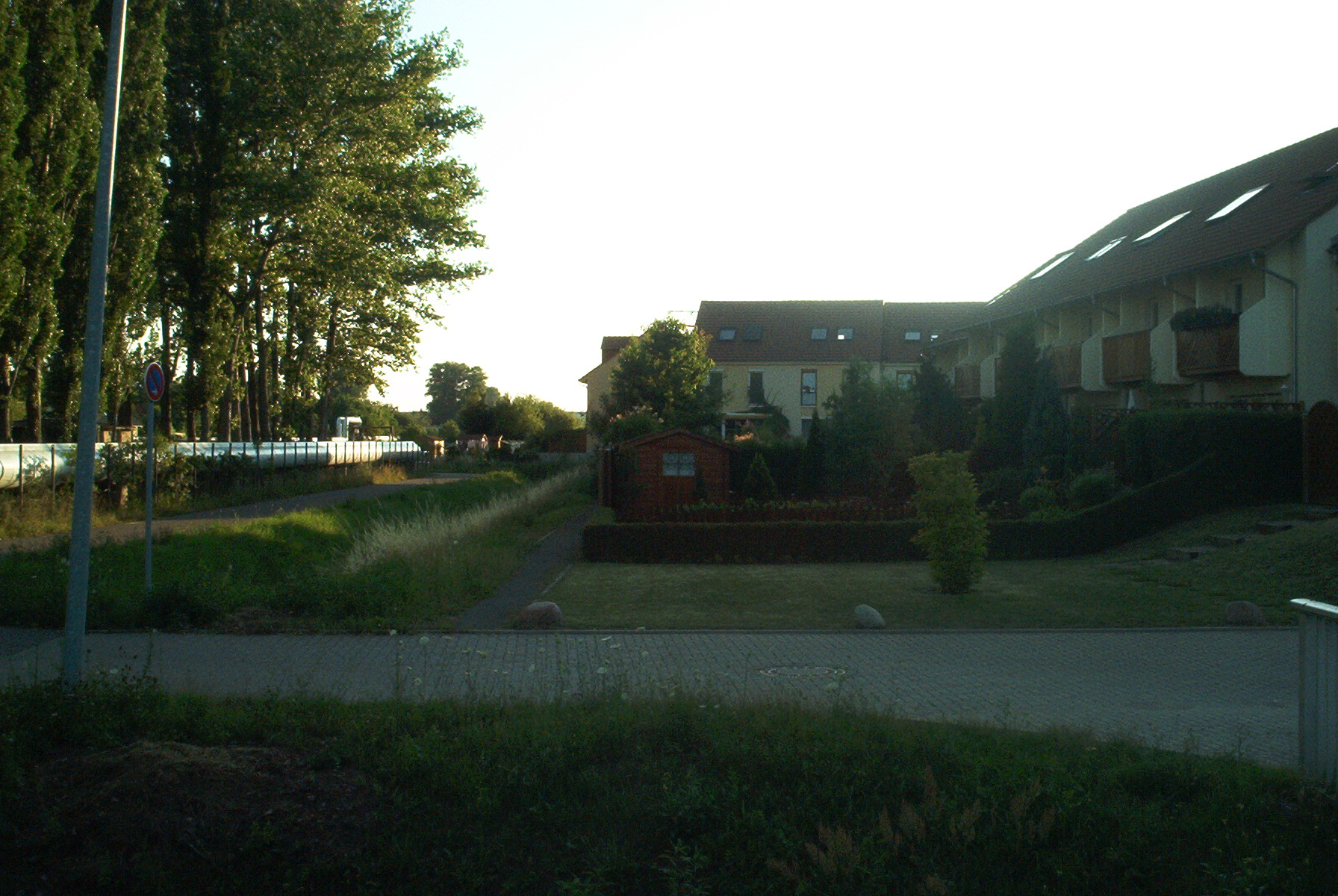
Neubaugebiet Am Bördegarten
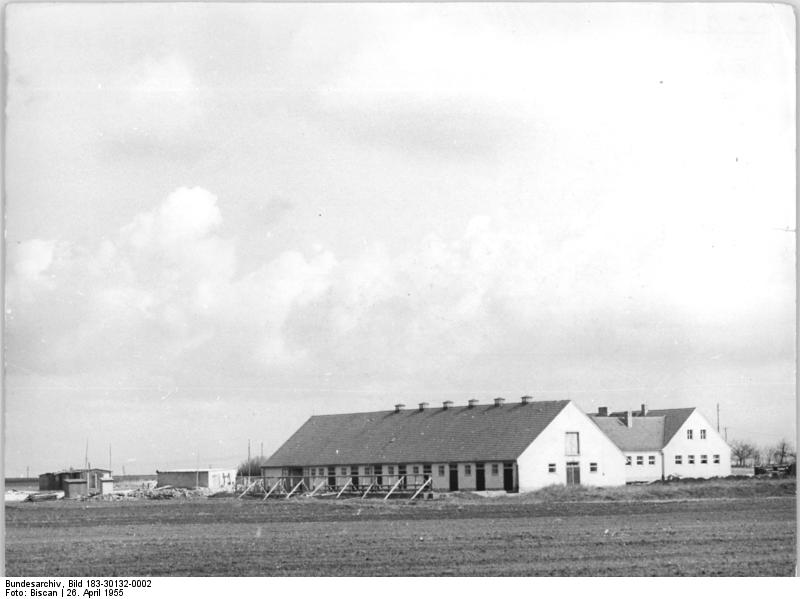
Blick auf die Besamungsstation Apr. 1955

## Persönlichkeiten
- Reinhard Lakomy Komponist, Liedermacher, Produzent u. Schriftsteller
- Reinhard Höppner Ehemaliger Ministerpräsident Sachsen-Anhalts